# Parasociální interakce
Parasociální interakce (PSI) vysvětluje vztah, jakým členové publika vnímají jejich jednostranný vztah s postavami vystupujícími v masových médiích. PSI lze popsat jako iluzorní vztah, způsob jakým publikum interaguje se známými postavami (celebritami, hosty v diskusních pořadech, herci). Divák nabývá dojmu, že mediální postava komunikuje skrze médium přímo s ním. Může docházet až k případům, kdy fiktivní postavy považuje divák za své přátele, či se s nimi identifikuje a napodobuje jejich způsob života. PSI je silně ovlivněno verbální i neverbální komunikací, může přerůst až v touhu po reálném setkání s postavou.

## Počátky pojmu
Termín parasociální interakce (PSI) byl z pohledu mediálních a komunikačních studií poprvé popsán roku 1956, kdy psychiatr Donald Horton a sociolog R. Richard Wohl objevili nový typ psychologického konceptu – interakce mezi postavami masových médií a jejich publikem. Lze se ale domnívat, že samotné parasociální interakce existovaly ještě dávno před vznikem masových médií, kdy si lidé tvořili podobná pouta s panovníky či bohy. Zprvu se Horton a Wohl domnívali, že PSI je výsledkem zanedbaných či nedostatečných vztahů s ostatními lidmi. Tato teorie byla ale v roce 1989 napadena výzkumníky Persem a Rubinovou, kteří zjistili, že je přirozeným dopadem toho jak moc času trávíme s fiktivními postavami a celebritami v masových médiích.
V 70. letech 20. století se tímto tématem zabýval specialista na komunikaci Mark Levy. Ve svém zkoumání objevil vztah televizních diváků k hlasatelům zpráv, diváci hlasatele považovali za své přátele a mluvili s nimi.

## Parasociální vztahy
Pojmy parasociální interakce a parasociální vztah (PV) bývají často zaměňovány. Parasociální interakce je jednostranný proces komunikace ve chvíli, kdy je divák vystaven masovému médiu. PV je navázán ve chvíli, kdy divák cítí emocionální vztah k postavě, aniž  by byl v daný moment vystaven jejímu působení. Parasociální interakce může přerůst v parasociální vztah.
Pokud divák daný mediální obsah nekonzumuje a věnuje se mu ve volném čase jedná se o parasociální vztah. Divák přemýšlí o životě postavy, přemítá o dějových linkách na diskusních fórech s dalšími fanoušky, sleduje bulvární tisk a sociální sítě celebrity. V případě PV může divák toužit po setkání s postavou, například v USA je velmi populární setkání komiksových fanoušků s představiteli komiksových postav Comic-Con.
Třístupňový model mediálních postav podle Davida Gilese:
1. Postavy prvního řádu, kterými jsou skuteční lidé, u kterých jsme si jednoznačně jisti jejich existencí. Mohou jimi být celebrity ze zábavních médií či zpravodajství.
2. Postavy druhého řádu, kterými jsou postavy sice fiktivní, ale s reálnou lidskou tváří, tedy herci.
3. Postavy třetího řádu jsou postavy zcela fiktivní, tedy představitelé z kreslených seriálů a animovaných filmů, komiksoví hrdinové.

## Efekty parasociální interakce
Mezi pozitivní efekty PSI řadíme možnost naučit se socializaci, vývoj osobnosti (zvláště u mládeže a dospívajících) a osobní uspokojení. Za negativními vlivy parasociální interakce považujeme požitek nebo také závislost na mediálním obsahu (např. televizní seriál), touha po identifikaci (srovnávání sám se sebou, tělesný vzhled), agrese a následky rozchodů. Parasociální interakce se nejlépe zkoumá během života, což vykazuje rostoucí zaměření na děti a dospívající. Studie prokázaly, že stereotypy pohlaví jsou běžné v parasociálních vztazích ve sdělovacích prostředcích s postavami. Chlapci ve valné většině volí mužské postavy, zatímco dívky jsou nepředvídatelné a nedá se předpokládat, že dají přednost jednomu či druhému pohlaví. Je dokázáno, že u dospívajících dívek je velká pravděpodobnost na silnou vazbu s mediální osobností, pokud jde o životní styl. 

## Výzkumy
Mnoho vědců dospělo k názoru, že stejně jako najdeme parasociální vztahy v televizi a rádiu, najdeme je také v internetovém prostředí. On-line prostředí, jako jsou blogy a spousta dalších sociálních sítích míří účelově na lidi všech věkových kategorií. Skrze sledování uživatelů sledujících blogy politiků, Thorson and Rodgers (2006) zjistili, že PSI (parasociální interakce) formuje názory a dojmy lidí, poté s nimi pracuje na utváření jeho myšlenek a hodnot, které jsou později vidět v hlasování pro totéž politika. Díky výzkumu, který dokázal, že interakce s uživateli internetu prostřednictvím blogů a sociálních medií, jako je Twitter nebo Facebook, značně ovlivňuje jejich vnímání. Tyto sociální sítě utvářejí parasociální vztahy silnější.   
V roce 1998, John Eighmey, z Iowa State University a Lola McCord z University of Alabama at Birmingham publikovali studii s názvem Přidaná hodnota v informačním věku: Užívání a spokojenost stránek na World Wide Web. Tento výzkum zjistil, že podstatným ukazatelem návštěvnosti webových stránek je výskyt parasociálních vztahů. Podle informací, uvedených v této studii, je přítomnost silných osobností na webových stránkách klíčem pro jejich rozvoj. 